# Borovîkove, Zvenîhorodka
Borovîkove (în ucraineană Боровикове) este o comună în raionul Zvenîhorodka, regiunea Cerkasî, Ucraina, formată numai din satul de reședință.

## Demografie
Componența lingvistică a comunei Borovîkove
     Ucraineană (99,69%)
     Alte limbi (0,31%)
Conform recensământului din 2001, majoritatea populației comunei Borovîkove era vorbitoare de ucraineană (99,69%), existând în minoritate și vorbitori de alte limbi.